# يدعر (القفر)

تعديل مصدري - تعديل

يدعر هي إحدى قرى عزلة بني مسلم بمديرية القفر التابعة لمحافظة إب، بلغ تعداد سكانها 136 نسمة حسب تعداد اليمن لعام 2004.